# تاج الدين أحمد
تاج الدين أحمد (23 يوليو 1925- 3 نوفمبر 1975) رجل دولة بنغالي سابق. قاد حكومة بنغلاديش المؤقتة بصفته رئيس الوزراء خلال حرب تحرير بنغلاديش في عام 1971 ويعتبر أحد أهم الشخصيات الفاعلة في ولادة بنغلاديش.
بدأ تاج الدين كعامل شاب في رابطة مسلمي عموم الهند في الهند البريطانية. كان ينتمي إلى فصيل رابطة المسلمين العلمانيين المؤيد للديمقراطية ومقره دكا، والذي انفصل عن خط الحزب الرجعي للرابطة الإسلامية بعد تقسيم الهند وولادة باكستان. بصفته عضوًا في منظمة الشباب القصيرة الأمد رابطة جوبو، شارك بفعالية في حركة اللغة عام 1952. في عام 1953، انضم إلى رابطة مسلمي عوامي (رابطة عوامي فيما بعد)، وهي فرع منشق عن الرابطة الإسلامية. في السنة التالية، انتخب عضوًا في مجلس مقاطعة شرق باكستان. بصفته صديقًا مقربًا، ساعد الشيخ مجيب الرحمن في إعادة إحياء رابطة عوامي لتصبح حزبًا سياسيًا علمانيًا خلال حكم نظام أيوب خان في أواخر ستينيات القرن العشرين.
نسق تاج الدين الحزب خلال أواخر ستينيات وأوائل سبعينيات القرن العشرين المضطربة، بصفته الأمين العام لرابطة عوامي منذ عام 1966، وعانى من السجن في عدة مناسبات. صاغ المسودة الأولى للمطلب التاريخي المؤلف من ستة نقاط الذي أدى في النهاية إلى ولادة بنغلاديش. نسق الحملة الانتخابية لرابطة عوامي في الانتخابات الباكستانية العامة عام 1970، التي فازت فيها الرابطة بأغلبية برلمانية تاريخية. نسق أيضًا حركة عدم التعاون في مارس عام 1971 التي عجل فيها تأخر الرئيس يحيى خان في نقل السلطة إلى المشرعين المنتخبين. كان تاج الدين ضمن وفد الشيخ مجيب في محادثات مجيب-يحيى لتسوية النزاعات الدستورية بين شرق وغرب باكستان ونقل السلطة إلى المجلس الوطني المنتخب. بعد حملة القمع التي شنها الجيش الباكستاني على سكان بنغلاديش بتاريخ 25 مارس عام 1971، هرب تاج الدين إلى الهند. في غياب الشيخ مجيب، بادر بإنشاء حكومة بنغلاديش المؤقتة في عام 1971 وترأسها، حيث عمل من المنفى كرئيس للوزراء فيها.
في بنغلاديش المستقلة، عمل تاج الدين كوزير للمالية والتخطيط في حكومة الشيخ مجيب منذ عام 1972 حتى عام 1974. كان أيضًا عضوًا في اللجنة التي صاغت دستور بنغلاديش. استقال من الحكومة في عام 1974 ليعيش حياته بسلام. بعد اغتيال الشيخ مجيب في انقلاب، اعتقل تاج الدين واغتيل في 3 نوفمبر عام 1975، إلى جانب سجن ثلاثة من كبار قادة رابطة عوامي.

## بداية حياته
ولد تاج الدين أحمد خان بتاريخ 23 يوليو عام 1925 في درداري، وهي قرية في منطقة دكا التابعة لحكم البنغال، في الهند البريطانية (منطقة غازيبور في بنغلاديش حاليًا)، لوالده مولوي محمد ياسين خان وميهرنسا خانام، في عائلة مسلمة محافظة من الطبقة الوسطى. كان الابن الأكبر بين تسعة أشقاء- ثلاثة أشقاء وست شقيقات.
تألفت منطقة البنغال، المتاخمة للحدود الشرقية للهند، منطقتين أسطوريتين هما: منطقة غرب البنغال ذات الأغلبية الهندوسية وتضم العاصمة الإقليمية كولكاتا، وهي مركز مزدهر للتجارة والثقافة؛ وشرق البنغال، موطن تاج الدين، منطقة نائية فقيرة في غرب البنغال، أغلب سكانها من المسلمين الفلاحين الفقراء. خلال سنوات نشأة تاج الدين، كان الحكم البريطاني في الهند يقترب من نهايته وكانت البنغال تعاني من المجاعات، والتوترات الطائفية ومشاكل أخرى. كانت مرتعًا للنشاطات المناهضة لبريطانيا. في ضوء هذه الخلفية، بدأ نشاطه السياسي في سن صغيرة جدًا، وكان أحيانًا يقطع دراسته. كان الناشطون المناهضون لبريطانيا في البنغال هم الملهمين السياسيين الأوائل له.
بعد التحاقه بعدة مدارس في غازيبور، انتقل تاج الدين إلى دكا، المركز الرئيسي لمنطقته والبلدة الرئيسية في شرق البنغال، ليكمل دراسته. في دكا، التحق بمدرسة القديس غريغوي الثانوية، حيث سجل فيها في عام 1944، وحصل على المركز الثاني عشر في البنغال غير المقسمة. بعد تسجيله، فقد تاج الدين بعد فترة وجيزة اهتمامه بالتعليم الرسمي بسبب نشاطه، وأوقف دراسته لمدة ثلاث سنوات. بناءً على إصرار والدته، استأنف دراسته وحصل على قبول في كلية دكا. كان يحضر هناك دروسًا بشكل غير منتظم بسبب نشاطه. نتيجةً لذلك، لم يتمكن من التقدم للامتحان المتوسط من هناك؛ بدلًا من ذلك، قدمه في كلية خاصة كطالب غير نظامي في عام 1948 ونجح فيه، وحصل على المركز الرابع في شرق البنغال. حصل على درجة البكالوريوس مع مرتبة الشرف في الاقتصاد من جامعة دكا.
فقد تاج الدين والده وهو في الثانية والعشرين من عمره وتولى مسؤوليات العائلة.

## الهند البريطانية في نهايتها
مع اقتراب الحكم البريطاني من نهايته في الهند ومع بداية تصاعد التوترات بين المسلمين والهندوس، أنشأ الحزب السياسي لرابطة مسلمي عموم الهند في عام 1940 الحركة الباكستانية، التي طالبت بدولة منفصلة للمسلمين في الهند. تأسست في عام 1906، في دكا، وجاءت قيادات الرابطة الإسلامية في غالبها من النخبة الإقطاعية. تركزت الرابطة الإسلامية الإقليمية للبنغال في كولكاتا، وكان لديها القليل من التنظيم أو النشاط الشعبي في البنغال منذ مدة طويلة. خلف أبو الهاشم حسين شهيد السهروردي كأمين عام لرابطة المسلمين الإقليمية في البنغال عام 1943. انضم تاج الدين، الذي كان ما يزال طالب مدرسة في دكا، إلى رابطة المسلمين في العام نفسه. وضع هاشم تصورًا لإنشاء فصيل «يساري» داخل الرابطة الإسلامية ضد القيادة المسيطرة. خطط لإصلاح منظمة الرابطة الإسلامية في البنغال. ساعد هاشم في تأسيس مكتب حزب الرابطة الإسلامية في دكا، في شارع 150 موغولتولي كجزء من إصلاحه، في عام 1944. أصبح المكتب منتدى يجمع المعارضين الشباب التقدميين في الحزب، بمن فيهم تاج الدين، يقوده قمر الدين أحمد، معلم مدرسة ومحامي لاحقًا. بصفته واحدًا من العاملين الأربعة «المتفرغين في الحزب»، ساعد تاج الدين قمر الدين في نشر صحيفة الحزب.
كانت الرابطة الإسلامية في دكا وشرق البنغال بشكل عام خاضعة تقليديًا لعائلة النواب في دكا؛ وشغل العديد من أفرادها مناصب كبيرة في الحزب. كان قصرهم السكني، اسمه أحسن منزل، بمثابة المقر الفعلي للحزب. حدث انشقاق بين مجموعة أحسن منزل ومجموعة 150 موغولتولي (الرابطة الإسلامية). قاد الخواجا ناظم الدين وشقيقه الخواجا شهاب الدين مجموعة أحسن منزل؛ وقد شغل كلاهما مناصب عالية في الحكومة الإقليمية وفي الحزب. وصفت دعايتهم، المدعومة من صحيفة أزاد، الناطق الرسمي باسم الرابطة الإسلامية، هاشم وأتباعه بأنهم شيوعيون متنكرون. تنافست كلتا المجموعتين في انتخابات لجان الحزب على مستوى المنطقة. في عام 1944، ساعد تاج الدين قمر الدين ومجموعة الموغولتولي، في انتخابات لجنة المنطقة في دكا بتحقيق نصر مفاجئ ضد مكائد شهاب الدين.
اشتدت حركة الباكستان بعد الحرب العالمية الثانية وأعمال الشغب الشعبية بين الهندوس والمسلمين في البنغال في عام 1946. في أغسطس من عام 1947، تم تقسيم الهند وولدت الباكستان نتيجة لذلك، مما أدى إلى الهجرة الجماعية والعنف. أصبحت باكستان تتألف من جناحين جغرافيين غير متجاورين، يفصل بينهما آلاف الأميال. شمل الجناح الغربي الأكبر بكثير (باكستان حاليًا)، المتاخم للحدود الغربية مع الهند، أربع محافظات، وشكل شرق البنغال لوحده الجناح الشرقي الأصغر بكثير (بنغلاديش حاليًا)، المتاخم للحدود الشرقية للهند. عارض أبو الهاشم وشهيد السهروردي تقسيم البنغال ولم يهاجرا إلى الباكستان فورًا. كانت عدم أهلية الرابطة الإسلامية لقيادة الباكستان كأمة، رغم أنها كانت تقود القضية الباكستانية، واضحة بالنسبة للفصائل المؤلفة لها. شكل فصيل من المشككين برابطة المسلمين التي تتخذ من موغولتولي 150 مقرًا لها في يوليو عام 1947، قبل شهر من انقسام الهند، رابطة غانو أزادي، وهي منظمة حقوقية صغيرة. على النقيض من الرابطة الإسلامية، تبنت المنظمة آراء تقدمية فيما يتعلق بالعديد من القضايا، كالاقتصاد والثقافة والتعليم. كان من بين الأعضاء المؤسسين الآخرين لرابطة غانو أزادي، إلى جانب تاج الدين، علي عهد ومحمد طواحة.